# Pseudophycita
Pseudophycita är ett släkte av fjärilar. Pseudophycita ingår i familjen mott.
Kladogram enligt Catalogue of Life:
| Pseudophycita | \| \| Pseudophycita aeratella \| \| \| \| \| \| Pseudophycita deformella \| \| \| \| |
|               | \| \| Pseudophycita aeratella \| \| \| \| \| \| Pseudophycita deformella \| \| \| \| |
|               | Pseudophycita aeratella                                                              |
|               |                                                                                      |
|               | Pseudophycita deformella                                                             |
|               |                                                                                      |